# Mie Sonozaki
Mie Sonozaki (園崎 未恵 Sonozaki Mie, Tokio, 7 de febrero de 1973) es una seiyū japonesa. Ha participado en series como GeGeGe no Kitarō, Sakura Taisen, My Hero Academia, Naruto Shippūden, Strike Witches y One Piece, entre otras. Está afiliada a Remax.
Se casó con un excompañero de trabajo en noviembre de 2008. El matrimonio se divorció en enero de 2014, tal y como ella confirmó en su blog.

## Roles Interpretados

### Series de Anime
1998
- Legend of Basara como Shinbashi.

1999
- Kakyūsei como Miyuki Iijima.
- One Piece como Viola/Violet.
- To Heart como Yoshii (eps 1, 9).

2000
- Yu-Gi-Oh Duel Monsters como Kenta (eps 63-64).

2001
- Comic Party como Aya Hasebe y Mayu Yumeji.
- Cyborg 009 The Cyborg Soldier como Lina (eps 39-42).
- Shin Chō Kyō Ryo: Condor Hero como Shōryūjō.

2002
- Gun Frontier como Maya Yukikaze y Tarō.
- Happy Lesson como Hazuki Yazakura.
- Whistle! como Akira Saionji.

2003
- Happy Lesson Advance como Hazuki Yazakura.

2004
- Bleach como Sode no Shirayuki.
- Burst Angel como Nadeshiko.
- Gantz como Sei Sakuraoka y Kurono (joven).
- Kita e - Diamond Dust Drops como Jun (ep 10).
- ToHeart ~remember my memories~ como Cindy Miyauchi (ep 10).

2005
- Comic Party: Revolution como Aya Hasebe.
- MÄR como Quimera.
- Sugar Sugar Rune como la Capitana de la Guardia Imperial Pradl.

2006
- Bakumatsu Kikansetsu Irohanihoheto como Kotoha.
- Garasu no Kantai como Mischka.
- Ghost Hunt como Yōko Yoshimi (eps 23-24).
- Happy Lucky Bikkuriman como Jello Seitaishi.
- Witchblade como Reina "Lady" Soho.
- Yokai Ningen Bem como Urara Hyūga.

2007
- GeGeGe no Kitarō como Aoi.
- Naruto Shippūden como Yugito Nii y Kokuō.
- Romeo × Juliet como la Esposa de Lancelot (eps 3-6, 24).

2008
- Antique Bakery como Nagako Ono (ep 10).
- Mnemosyne como Yōko Todoroki (ep 3).
- Strike Witches como Gertrud Barkhorn.
- Yakushiji Ryōko no Kaiki Jikenbo como Kimeko Yakushiji.

2009
- Battle Spirits: Shōnen Gekiha Dan como Ryōko.
- Mainichi Kaa-san como Bunji.
- Rideback como Yūki Ogata.

2010
- HeartCatch PreCure! como Mitsuru Nakano.
- Strike Witches 2 como Gertrud Barkhorn.

2011
- Battle Spirits: Heroes como Akari Hinobori.
- Beyblade Metal Fury como Ryūto.
- Mobile Suit Gundam AGE como Dorene y Taku.

2012
- Brave10 como Kaiō (eps 11-12).
- Kingdom como Yang Duan He.
- Yu-Gi-Oh! ZEXAL II como Umimi Habara.

2013
- Tanken Driland - 1000-nen no Mahō - como Yoshino (ep 4).
- Vividred Operation como Crow.

2014
- Shigatsu wa Kimi no Uso como Hiroko Seto.
- Yu-Gi-Oh! Arc-V como Sora Shiun'in.

2015
- Haikyū!! Season 2 como Madoka Yachi.
- Steel Angel Kurumi 2 como Uruka Sumeragi.
- Subete ga F ni Naru como Michiyo Magata (eps 5-6).

2016
- Kiznaiver como Mutsumi Urushibara.

2018
- My Hero Academia como Nana Shimura.

2019
- Star Twinkle PreCure como Darknest/Ofiuco.

2020
- Digimon Adventure como Yūko Yagami y Tailmon/Gatomon.

2021
- Edens Zero como Kurenai Kōgetsu/Madame Kurenai.
- SK∞ the Infinity como Nanako Hasegawa.

2022
- Aoashi como Noriko Aoi.

2023
- High Card como Brandy Blumenthal.

### Especiales
2015
- Episode of Sabo 3-Kyōdai no Kizuna Kiseki no Saikai to Uketsugareru Ishi como Viola.

### OVAs
1997
- Elf-ban Kakyūsei como Miyuki Iijima.
- Ryūki Denshō como Bubb.

1998
- YU-NO: A girl who chants love at the bound of this world como Eriko Takeda.

2000
- Refrain Blue como Mikage y Yūki.

2001
- Be-yond como Chime.
- Comic Party Special como Aya Hasebe.
- Happy Lesson como Hazuki Yazakura.

2003
- Comic Party Revolution como Aya Hasebe.
- Naruto: Batalla en la cascada oculta: ¡yo soy el héroe! como Himatsu.

2004
- Happy Lesson: The Final como Hazuki Yazakura.
- Tenbatsu Angel Rabbie como Arte Sema.

2005
- Growlanser IV como Dianna Silvernale.

2007
- Sakura Taisen New York NY como Subaru Kujō.
- Strike Witches como Gertrud Barkhorn.

2009
- Street Fighter IV: The Ties That Bind como Crimson Viper.
- Tenchi Muyo! War on Geminar como Yukine Mea.

2010
- Super Street Fighter IV: Juri Ova como Crimson Viper.

2011
- Supernatural: The Anime Series como Jessica Lee Moore.

2014
- Strike Witches: Operation Victory Arrow como Gertrud Barkhorn.

2015
- Cyborg 009 Vs. Devilman como Lilith.

### Películas
2011
- Naruto Shippuden 5: La prisión de sangre como Ryūzetsu.

2012
- Strike Witches como Gertrud Barkhorn.

2013
- Bayonetta: Bloody Fate como Jeanne.

2014
- Uchū Senkan Yamato 2199: Hoshi-Meguru Hakobune como Neredia Ricke.

### Videojuegos
- Another Century's Episode 3: The Final como Fei Roshnande.
- Assassin's Creed como Lucy Stillman.
- Assassin's Creed: Brotherhood como Lucy Stillman.
- Assassin's Creed II como Lucy Stillman.
- Bayonetta como Jeanne.
- Bayonetta 2 como Jeanne.
- BioShock como Brigid Tenenbaum.
- Chaos Wars como Dianna Silvernale.
- Eternal Sonata como Claves.
- Final Fantasy XII como Ashe.
- Final Fantasy XIII como Jihl Nabaat.
- Final Fantasy XIII-2 como Jihl Nabaat.
- Fragile Dreams: Farewell Ruins of the Moon como Crow.
- Gantz como Sei Sakuraoka.
- God Wars ~Toki wo Koete~ como Amaterasu.
- Kadenz fermata//Akkord:fortissimo como Julia Chronoschneeweisschen.
- Luminous Arc como Saki.
- Marvel vs. Capcom 3: Fate of Two Worlds como Crimson Viper.
- Naruto Shippūden: Ultimate Ninja Storm 3 como Yugito Nii.
- Naruto Shippuden: Ultimate Ninja Storm Revolution como Yugito Nii.
- Orphen: Scion of Sorcery como Mar.
- PlayStation All-Stars Battle Royale como Carmelita Fox.
- Puyo Pop Fever como Arle Nadja y Klug.
- Puyo Puyo Fever 2 como Arle Nadja, Klug y Strange Klug.
- Puyo Puyo! 15th Anniversary como Arle Nadja y Klug.
- Puyo Puyo!! 20th Anniversary como Arle Nadja, Klug y Strange Klug.
- Puyo Puyo 7 como Arle Nadja, Klug, Strange Klug y Dark Arle.
- Puyo Puyo Tetris como Arle Nadja y Klug.
- Puyo Puyo!! Quest como Arle Nadja, Klug, Dark Arle, Doppelganger Arle y Strange Klug.
- Sakura Taisen V como Subaru Kujō.
- Shadow Hearts como Margarete G. Zelle.
- Shadow Hearts: From the New World como Edna Capone.
- Shadow Hearts Covenant como Veronica Vera.
- Shin Megami Tensei IV: Final como Nozomi.
- Sly 2: Ladrones de Guante Blanco como Carmelita Fox.
- Sly 3: Honor entre ladrones como Carmelita Fox.
- Sly Raccoon como Carmelita Fox.
- Stella Deus: The Gate of Eternity como Echidna.
- Street Fighter IV como Crimson Viper.
- Strike Witches: What I Can Do Along With You - A Little Peaceful Days como Gertrud Barkhorn.
- Strike Witches: Wings of Silver como Gertrud Barkhorn.
- Super Street Fighter IV como Crimson Viper.
- Tales of Legendia como Stella Telmes.
- Tales of Xillia como Karla Outway.
- To Aru Kagaku no Railgun como Akiko Ichizawa.
- Ultimate Marvel vs. Capcom 3 como Crimson Viper.
- Ultra Street Fighter IV como Crimson Viper.
- Yakuza 5 como Mariko.

### Doblaje
- 24 como Kim Bauer.
- Enredados Otra Vez: La Serie como Cassandra
- La fiesta de las salchichas como Brenda
- El Crimen del Padre Amaro como Amelia.
- KaBlam! como Thunder Girl.
- Open Season como Giselle.
- Scooby-Doo como Daphne Blake.
- Scooby-Doo 2: Monsters Unleashed como Daphne Blake.
- Tinker Bell como Iridessa.
- WALL·E como EVA.

## Música

### Strike Witches
- Strike Witches (1º temporada): Participó del ending Bukkumaaku A・Heddo con sus compañeras de elenco: Misato Fukuen, Saeko Chiba, Kaori Nazuka, Miyuki Sawashiro, Rie Tanaka, Sakura Nogawa, Chiwa Saitō, Ami Koshimizu, Mai Kadowaki y Erika Nakai.[5]
- Strike Witches (2º temporada): También con sus compañeras de elenco realizó distintas versiones del ending Over Sky.[6]
- Strike Witches (película de 2012): Como parte del "Dai 501 Tōgō Sentō Kōkū Dan", y en compañía de Yōko Ishida, interpretó el tema Yakusoku no Sora he ~Watashi no Ita Basho~.[7]
- Operation Victory Arrow: Junto con Rie Tanaka y Sakura Nogawa participó del primer ending: Fly away.[8][9]

### Sakura Taisen
- Interpretó el opening Chijo no Senshi (地上の戦士) de los OVAs de Sakura Taisen New York NY. Lo hizo junto con Sanae Kobayashi, Junko Minagawa, Ayaka Saitō y Kaya Masutani. Además, a dúo con Junko Minagawa, cantó el tercer ending.[10][11]
- Participó de la banda sonora del videojuego Sakura Taisen V.
- En su rol como Subaru Kujō, participó de los siguientes musicales:
  - Sakura Taisen New York Hoshigumi Live 2011 ~Hoshi wo Tsugumono
  - Sakura Taisen New York Hoshigumi Live 2012 ~Dareka wo Wasurenai Sekai de~
  - Sakura Taisen New York Hoshigumi Show 2013 - Wild West Kibou
  - Sakura Taisen New York Hoshigumi Show 2014 ~Otanoshimi wa Kore Kara da~
  - Sakura Taisen New York Revue Show ~Utau Dai New York~
  - Sakura Taisen New York Revue Show ~Utau Dai New York 2~
  - Sakura Taisen New York Revue Show ~Utau Dai New York 3~ Last Show

### Otras Interpretaciones
- Para el OVA Court no Naka no Tenshi-tachi, participó del tema Koi no Super Ace a dúo con Mari Adachi.[12]
- Interpretó el ending del episodio 13 Love Goes On para la segunda temporada de la serie Happy Lesson.[13]
- Participó de los endings del OVA Yu-No: VOICES y FACES.[14]